# Lille Hagia Sophia
Lille Haga Sophia (tyrkisk: Küçuk Ayasofya Camii), tidligere kendt som Kirken for Skt. Sergius og Bacchus, er en tidligere ortodoks kirke tilegnet helgenerne Sergius og Bacchus i Konstantinopel, senere konverteret til moské under det Osmanniske Rige. 
Den byzantinske bygning med en central kuppel blev opført i det 6. århundrede og var model for Hagia Sophia, den vigtigste kirke i det Byzantinske Rige. Lille Hagia Sophia er en af de vigtigste tidlige byzantinske bygninger i Istanbul.
| Religion | Spire Denne religionsartikel er en spire som bør udbygges. Du er velkommen til at hjælpe Wikipedia ved at udvide den. |

41°00′10″N 28°58′19″Ø / 41.00278°N 28.97194°Ø